# Брендан Айк
Брендан Айк або Ейх (англ. Brendan Eich; нар. 4 липня 1961) — програміст, автор скриптової мови JavaScript. Обіймав посаду технічного директора в Mozilla Corporation, у березні 2014 призначений керівником компанії (CEO) Mozilla Corporation.
Проте через кілька днів залишив Mozilla під тиском невдоволених його призначенням через підтримку ним в 2008 році заборони одностатевих шлюбів. На даний момент працює виконавчим директором Brave Software, яка розробляє браузер Brave.

## Освіта
Отримав ступінь бакалавра за спеціальністю «Математика та комп'ютерні науки» в університеті Санта Клари. Ступінь магістра здобув в 1986 році в Іллінойському університеті Урбана-Шампейн.

## Кар'єра
Айк розпочав свою кар'єру в Silicon Graphics, пропрацювавши 7 років над розробкою операційної системи та мережевого коду. Далі три роки працював в MicroUnity Systems Engineering, де писав код мікроядра та DSP, а також розробляв перший MIPS R4000 порт під gcc.
Брендан найбільш відомий як співробітник Netscape та Mozilla. Він прийшов працювати в Netscape Communications Corporation в квітні 1995, де розробляв JavaScript (колишня назва — Mocha, згодом — LiveScript) для веббраузера Netscape Navigator. Пізніше, в 1998 році, обіймаючи посаду головного архітектора, брав участь у заснуванні mozilla.org. Коли в липні 2003 року AOL закрили проєкт браузера Netscape, Айк долучився до розвитку Mozilla Foundation.
В серпні 2005-го, після роботи на посаді головного технолога та члена ради директорів Mozilla Foundation, Брендан став технічним директором новоствореної Mozilla Corporation. У березні 2014 призначений керівником компанії (CEO) Mozilla Corporation.
Проте вже через 10 днів Брендан Айк був змушений залишити посаду керівника компанії Mozilla. Рішення ухвалене внаслідок тиску, влаштованого гомосексуалами, незадоволених тим, що Бренден Айк є прихильником традиційних поглядів на сімейні відносини, і у 2008 році пожертвував тисячу доларів на просування поправки до конституції штату Каліфорнія, котра визначає шлюб тільки як союз між чоловіком і жінкою. Коментуючи свій відхід Брендан пояснив, що місія проєкту важливіша окремих людей і він не може бути ефективним лідером в обставинах, що склалися.

## Виноски
1. ↑  CONOR.Sl
2. ↑  Основи JavaScript (укр.). Архів оригіналу за 3 квітня 2019. Процитовано 17 червня 2020.
3. 1 2  Руководителем компании Mozilla назначен Бренден Айк, создатель языка JavaScript. Архів оригіналу за 30 березня 2014. Процитовано 25 березня 2014.
4. ↑  Брендан Эйх (3 квітня 2014). The Next Mission. личный блог (англ.). Архів оригіналу за 6 вересня 2015. Процитовано 4 квітня 2014.
5. ↑  FAQ on CEO Resignation (англ.). Mozilla. 5 квітня 2014. Архів оригіналу за 6 квітня 2014. Процитовано 6 квітня 2014.
6. ↑  Mystery startup from ex-Mozilla CEO aims to go where tech titans won't. CNET. CBS Interactive. 17 листопада 2015. Архів оригіналу за 15 червня 2018. Процитовано 13 квітня 2017.
7. ↑  Brendan Eich Steps Down as Mozilla CEO. Архів оригіналу за 4 квітня 2014. Процитовано 4 квітня 2014.
8. ↑  Бренден Айк ушёл с поста руководителя Mozilla под давлением ЛГБТ. Архів оригіналу за 7 квітня 2014. Процитовано 4 квітня 2014.
9. ↑  The Next Mission. Архів оригіналу за 6 вересня 2015. Процитовано 4 квітня 2014.